# Apache Qpid
Apache Qpid — система сообщений с открытым кодом (с лицензией Apache 2.0), реализующая AMQP протокол. Он предоставляет
управление транзакциями, очереди, распределение, защиту, управление, кластеризацию, объединение и гетерогенную мультиплатформенную поддержку.
Предоставляет два брокера сообщений AMQP:
- Реализованный на C++ - высокая производительность, низкая латентность, а также поддержка RDMA
- Реализованный на Java - Полная JMS совместимость, запускается на любой платформе Java

Оба брокера сообщений AMQP поддерживают клиентов на множестве языков программирования если и сам клиент обмена сообщениями и соответствующий брокер поддерживают одну и ту же версию AMQP. Имеются клиентские библиотеки, написанные на C++, Java (JMS), .Net (написан на C#), Python, Ruby и Zabbix.